# Komi Can’t Communicate
Komi Can’t Communicate (jap. 古見さんは、コミュ症です。 Komi-san wa, komyushō desu.) – manga autorstwa Tomohito Ody, publikowana na łamach magazynu „Shūkan Shōnen Sunday” wydawnictwa Shōgakukan od maja 2016 do stycznia 2025. Całość została zebrana w 37 tomach.
Od września do listopada 2021 emitowano ośmioodcinkowy dramat telewizyjny, a od października do grudnia tego samego roku – serial anime wyprodukowany przez studio OLM. Premiera drugiego sezonu odbyła się w kwietniu 2022. W Polsce anime z polskimi napisami można oglądać na platformie Netflix.
W grudniu 2021 manga Komi Can’t Communicate liczyła 6 milionów kopii w obiegu, a w 2022 roku zdobyła 67. Nagrodę Shōgakukan Manga w kategorii shōnen.

## Fabuła
Pierwszego dnia nauki w elitarnym Prywatnym Liceum Itan, Shōko Komi natychmiast zyskuje ogromną popularność ze względu na niespotykaną stoicką urodę i wyrafinowaną elegancję, jaką dostrzegają w niej koledzy i koleżanki z klasy. Jednak tylko Hitohito Tadano, przeciętny uczeń, który siedzi obok niej, odkrywa, że za wyglądem bishōjo kryją się poważne zaburzenia w komunikacji. Tadano postanawia pomóc Komi w osiągnięciu celu, jakim jest zdobycie setki przyjaciół.

## Bohaterowie
- Shōko Komi (jap. 古見 硝子 Komi Shōko)

Seiyū: Aoi Koga 
Komi jest licealistką, która cierpi na skrajną fobię społeczną, co uniemożliwia jej komunikowanie się z innymi ludźmi, dlatego często wyraża swoje myśli w formie pisemnej. Jednak ze względu na swoją atrakcyjność i stoicki wygląd jest bardzo popularna wśród kolegów i koleżanek. Jej celem jest zaprzyjaźnienie się z setką osób przed ukończeniem liceum. W dalszej części mangi ona i Tadano zostają parą.
- Hitohito Tadano (jap. 只野 仁人 Tadano Hitohito)

Seiyū: Gakuto Kajiwara 
Tadano to kolega z ławki Komi, który przez przypadek odkrywa jej zaburzenia w komunikacji. Zaprzyjaźnia się z nią i obiecuje, że pomoże jej spełnić marzenie o posiadaniu setki przyjaciół, z których on będzie pierwszym. W dalszej części mangi on i Komi zostają parą. Jego imię jest grą słów; tada no hito (ただの人) i oznacza „zwykłą/przeciętną osobę”, a „hito” (仁) oznacza „ludzki” lub „współczujący”.
- Najimi Osana (jap. 長名 なじみ Osana Najimi)

Seiyū: Rie Murakawa 
Najimi to przyjaciel Tadano, który ma w zwyczaju zmieniać płeć. Jego imię jest grą słów; osananajimi (幼馴染), która dosłownie oznacza „przyjaciela z dzieciństwa”.
- Ren Yamai (jap. 山井 恋 Yamai Ren)

Seiyū: Rina Hidaka 
Yamai to dziewczyna, która ma obsesję na punkcie Komi i jest bardzo wrogo nastawiona do ludzi, którzy według niej są zbyt blisko niej, zwłaszcza do Tadano. Jej imię nawiązuje do jej usposobienia yandere.
- Omoharu Nakanaka (jap. 中々 思春 Nakanaka Omoharu)

Seiyū: Rumi Okubo 
Nakanaka jest niedojrzała i często myśli, że jest księżniczką. Jej hobby są gry i regularnie zaprasza przyjaciół, by grali z nią w jej domu, choć początkowo była temu przeciwna. Jej imię nawiązuje do jej natury chūnibyō.
- Himiko Agari (jap. 上理 卑美子 Agari Himiko)

Seiyū: Yukiyo Fujii 
Agari jest niespokojną dziewczyną o masochistycznym usposobieniu, ponieważ uważa się za psa Komi. Jej imię jest kalamburem z japońskiego słowa oznaczającego tremę i tchórzostwo.
- Makeru Yadano (jap. 矢田野 まける Yadano Makeru)

Seiyū: Ami Maeshima 
Yadano to dziewczyna, która uważa się za odwieczną rywalkę Komi, ponieważ stara się ją pokonać we wszystkim, nawet w powierzchownych sprawach. Jej imię nawiązuje do jej charakteru, który nie lubi przegrywać.
- Rumiko Manbagi (jap. 万場木 留美子 Manbagi Rumiko)

Seiyū: Ai Yoshikawa 
Manbagi jest gyaru, która dołącza do klasy Tadano i Komi w drugiej klasie liceum. Początkowo nosiła nadmierną ilością makijażu, co odstraszało ludzi i sprawiało, że stawała się coraz bardziej samotna. Tadano i Komi zaprzyjaźniają się z nią i pomagają jej przezwyciężyć samotność. Jej imię nawiązuje do noszonego przez nią makijażu ganguro.
- Akako Onigashima (jap. 鬼ヶ島 朱子 Onigashima Akako)

Seiyū: Sarah Emi Bridcutt 
- Shigeo Chiarai (jap. 地洗井 茂夫 Chiarai Shigeo)

Seiyū: Kenji Akabane 
- Taisei Sonoda (jap. 園田 大勢 Sonoda Taisei)

Seiyū: Yuga Satō 
- Mono Shinobino (jap. 忍野 裳乃 Shinobino Mono)

Seiyū: Kensho Ono 
- Shōsuke Komi (jap. 古見 笑介 Komi Shōsuke)

Seiyū: Junya Enoki 
- Hitomi Tadano (jap. 只野 瞳 Tadano Hitomi)

Seiyū: Maaya Uchida 
Młodsza siostra Hitohito.
- Shūko Komi (jap. 古見 秀子 Komi Shūko)

Seiyū: Kikuko Inoue 
Matka Shōko.
- Masayoshi Komi (jap. 古見 将賀 Komi Masayoshi)

Seiyū: Mitsuaki Hoshino 
Ojciec Shōko.
- Nokoko Inaka (jap. 井中 のこ子 Inaka Nokoko)

Seiyū: Megumi Han 
- Chika Netsuno (jap. 根津野 ちか Netsuno Chika)

Seiyū: Megumi Han 
- Nene Onemine (jap. 尾根峰 ねね Onemine Nene)

Seiyū: Ruriko Aoki 
- Kaede Otori (jap. 尾鶏 かえで Otori Kaede)

Seiyū: Yurika Moriyama 
- Makoto Katai (jap. 片居 誠 Katai Makoto)

Seiyū: Shin'ichirō Kamio 
- Shisuto Naruse (jap. 成瀬 詩守斗 Naruse Shisuto)

Seiyū: Katsuyuki Miura 
- Chūshaku Kometani (jap. 米谷 忠釈 Kometani Chūshaku)

Seiyū: Shotaro Uzawa 
- Ayami Sasaki (jap. 佐々木 あやみ Sasaki Ayami)

Seiyū: Minami Takahashi 
- Mikuni Katō (jap. 加藤 三九二 Katō Mikuni)

Seiyū: Noriko Hidaka 
- Narrator (jap. ナレーション Narēshon)

Seiyū: Noriko Hidaka 

## Manga
Początkowo manga została opublikowana 16 września 2015 jako one-shot w magazynie „Shūkan Shōnen Sunday”. Kolejne rozdziały były publikowane w tym samym magazynie od 18 maja 2016 do 29 stycznia 2025. Wydawnictwo Shōgakukan zebrało jej rozdziały w 37 tomach w formacie tankōbon, które wydawane były od 16 września 2016 do 18 marca 2025.
W listopadzie 2018, podczas panelu na Anime NYC, Viz Media ogłosiło, że nabyło licencję na mangę. Pierwszy tom w Ameryce Północnej ukazał się 11 czerwca 2019. Manga jest licencjonowana w Azji Południowo-Wschodniej przez Shogakukan Asia, na Tajwanie przez Chingwin Publishing Group, w Indonezji przez Elex Media Komputindo, w Niemczech przez Tokyopop, we Włoszech przez J-Pop, a w Argentynie i Hiszpanii przez Editorial Ivrea.
| Nr | Data wydania (język japoński) | ISBN (język japoński)  |
| -- | ----------------------------- | ---------------------- |
| 1  | 16 września 2016              | ISBN 978-4-09-127343-7 |
| 2  | 16 grudnia 2016               | ISBN 978-4-09-127426-7 |
| 3  | 17 marca 2017                 | ISBN 978-4-09-127509-7 |
| 4  | 16 czerwca 2017               | ISBN 978-4-09-127575-2 |
| 5  | 18 lipca 2017                 | ISBN 978-4-09-127664-3 |
| 6  | 18 października 2017          | ISBN 978-4-09-127856-2 |
| 7  | 18 grudnia 2017               | ISBN 978-4-09-127885-2 |
| 8  | 16 marca 2018                 | ISBN 978-4-09-128091-6 |
| 9  | 18 czerwca 2018               | ISBN 978-4-09-128254-5 |
| 10 | 18 września 2018              | ISBN 978-4-09-128390-0 |
| 11 | 18 grudnia 2018               | ISBN 978-4-09-128590-4 |
| 12 | 18 marca 2019                 | ISBN 978-4-09-128802-8 |
| 13 | 18 czerwca 2019               | ISBN 978-4-09-129166-0 |
| 14 | 16 sierpnia 2019              | ISBN 978-4-09-129329-9 |
| 15 | 18 listopada 2019             | ISBN 978-4-09-129441-8 |
| 16 | 18 lutego 2020                | ISBN 978-4-09-129555-2 |
| 17 | 18 maja 2020                  | ISBN 978-4-09-850072-7 |
| 18 | 18 września 2020              | ISBN 978-4-09-850178-6 |
| 19 | 18 listopada 2020             | ISBN 978-4-09-850277-6 |
| 20 | 18 lutego 2021                | ISBN 978-4-09-850389-6 |
| 21 | 18 maja 2021                  | ISBN 978-4-09-850529-6 |
| 22 | 18 sierpnia 2021              | ISBN 978-4-09-850644-6 |
| 23 | 18 października 2021          | ISBN 978-4-09-850720-7 |
| 24 | 18 stycznia 2022              | ISBN 978-4-09-850866-2 |
| 25 | 18 kwietnia 2022              | ISBN 978-4-09-851058-0 |
| 26 | 15 lipca 2022                 | ISBN 978-4-09-851185-3 |
| 27 | 18 października 2022          | ISBN 978-4-09-851349-9 |
| 28 | 18 stycznia 2023              | ISBN 978-4-09-851532-5 |
| 29 | 18 kwietnia 2023              | ISBN 978-4-09-852027-5 |
| 30 | 18 lipca 2023                 | ISBN 978-4-09-852611-6 |
| 31 | 18 października 2023          | ISBN 978-4-09-852853-0 |
| 32 | 18 stycznia 2024              | ISBN 978-4-09-853073-1 |
| 33 | 17 kwietnia 2024              | ISBN 978-4-09-853220-9 |
| 34 | 18 lipca 2024                 | ISBN 978-4-09-853434-0 |
| 35 | 18 października 2024          | ISBN 978-4-09-853635-1 |
| 36 | 17 stycznia 2025              | ISBN 978-4-09-853813-3 |
| 37 | 18 marca 2025                 | ISBN 978-4-09-854029-7 |

## Anime
11 maja 2021 ogłoszono, że studio OLM wyprodukuje adaptację w formie serialu anime. Za reżyserię serialu odpowiadali Kazuki Kawagoe i Ayumu Watanabe, scenariusz napisała Deko Akao, projekty postaci wykonała Atsuko Nakajima, a muzykę skomponowała Yukari Hashimoto. Serial był emitowany w TV Tokyo od 7 października do 23 grudnia 2021. 21 października rozpoczął się cotygodniowy streaming serialu w serwisie Netflix. Motywem otwierającym jest „Cinderella” w wykonaniu Cider Girl, a motywem kończącym „Hikareinochi” autorstwa Kitri.
23 grudnia 2021 Netflix ogłosił, że zostanie wyemitowany drugi sezon serialu. Jego premiera miała miejsce 7 kwietnia 2022. Motyw otwierający, „Ao 100 iro”, wykonała Miku Itō, a motyw kończący, zatytułowany „Koshaberi biyori”, wykonało FantasticYouth. Ostatni odcinek wyemitowano 23 czerwca 2022.